# Eviota saipanensis
Eviota saipanensis är en fiskart som beskrevs av Fowler, 1945. Eviota saipanensis ingår i släktet Eviota och familjen smörbultsfiskar. Inga underarter finns listade i Catalogue of Life.